# Luís Inácio Jacques
Luís Inácio Jacques (Rio Pardo — Alegrete, 28 de julho de 1868) foi um político brasileiro.
Filho de Jean Guillaume Jacques e Antónia Joaquina do Rosário, casou com Felisberta Maria da Conceição. Foi um dos fundadores de Alegrete, era avô de Luís de Freitas Vale.
Foi eleito deputado na Assembleia Constituinte e Legislativa Farroupilha, em 1842.